# 琳达·巴克
琳达·布朗·巴克（英語：Linda Brown Buck，1947年1月29日—），美国生物学家，她由于在嗅覺受器方面的卓越研究与理查德·阿克塞尔一起获得2004年诺贝尔生理学或医学奖。

## 生平
巴克生于西雅图，1975年获得華盛頓大學心理学和微生物学学士学位，1980年获得得克萨斯大学西南医学中心免疫学博士学位。她在哥伦比亚大学阿克塞尔手下作为博士後工作。1991年巴克成为哈佛大学神经生物学助理教授，扩展了她的神经系统知识。她是福瑞德哈金森肿瘤研究中心基础科学部的成员，華盛頓大學生理学和生物物理学的教授和霍华德·休斯医学研究所的研究员。2004年被选为美国国家科学院院士。2008年被选为美国文理科学院院士。她还是邵逸夫獎生命科学与医学推选委员会的成员。